# Explosions in the Sky
Explosions In The Sky – amerykański zespół post-rockowy założony w 1999 roku w Austin w Teksasie.

## Historia
Smith, Rayani i James wychowali się w Midland. Poznali się i zostali dobrymi przyjaciółmi w 1993 roku. Perkusista (Hrasky) przyjechał do Austin 6 lat później, by tam studiować.
Zespół w obecnej postaci powstał w restauracji w Austin, gdzie wszyscy jego członkowie poznali perkusistę. Pierwsze jam session odbyło się w kwietniu 1999 roku.

## Muzycy
- Mark Smith – gitara
- Chris Hrasky – perkusja
- Munaf Rayani – gitara
- Michael James – gitara basowa

## Dyskografia
- "How Strange, Innocence" (2000)
- "Those Who Tell the Truth Shall Die, Those Who Tell the Truth Shall Live Forever" (2001)
- "The Earth Is Not A Cold Dead Place" (2003)
- "Friday Night Lights Original Soundtrack" (2004)
- "The Temporary Residence Ltd. Thank You Compilation" (2004)
- "The Rescue" (2005)
- "All of a Sudden I Miss Everyone" (2007)
- "Take Care, Take Care, Take Care" (2011)
- "Wilderness" (2016)